# Zavrh pod Šmarno Goro
Zavrh pod Šmarno Goro – wieś w Słowenii, w gminie Medvode. W 2018 roku liczyła 220 mieszkańców.